# Diego Oliveira de Castro
Diego Oliveira de Castro (São Paulo, 1985), mais conhecido como Diego Freestyle, é um atleta brasileiro de Futebol Freestyle. Considerado um dos pioneiros do esporte no país, Diego é também jogador do time do Brasil na modalidade Reis do Drible. Diego é Bicampeão do desafio Reis do Drible representando o Brasil (2015 e 2017).

## Carreira
Antes de iniciar a carreira no Futebol Freestyle, Diego Freestyle jogava Futebol de Campo, onde chegou a jogar nas categorias de base do Corinthians.
Em 2014, ele participou do Mundial do Red Bull Street Style em Salvador, no Brasil.
Por ser muito experiente ele foi jurado de um Torneio de Freestyle realizado no programa Mais Você da Ana Maria Braga na Rede Globo.
Diego é uma das referências brasileiras nesta modalidade. Em 2008 ele fez sua primeira viagem internacional, onde foi ensinar o Futebol Freestyle na Irlanda e Inglaterra. Depois disso foram diversos convites por todos os quatro cantos do mundo. O atleta ja se apresentou em diversos países: Irlanda, Inglaterra, Eua, Africa do Sul, Espanha, Alemanha, Russia, Portugal, Holanda, França, Malásia, Indonésia, Singapura, Bali, China, India, Qatar, entre outros.
Em 2016, Diego atuou como treinador de Futebol Freestyle na China. O atleta de Freestyle foi convidado para ensinar o Freestyle nas categorias de base do Shandong Luneng.
Diego é embaixador do novo programa do Governo de São Paulo, o Balada Campeã.